# الابنة هي الابنة (رواية)
الابنة هي الابنة (بالإنجليزية: A Daughter's a Daughter) هي رواية من تأليف الكاتبة الإنجليزية أجاثا كريستي ونُشرت لأول مرة في المملكة المتحدة في 24 من شهر نوفمبر عام 1952. وهي الرواية الخامسة من أصل ست روايات لأجاثا كريستي التي نُشرت تحت اسمها المستعار ماري ويستماكوت.